# Miranda (stan)
Miranda (hiszp. Estado Miranda) – jeden z 23 stanów Wenezueli.
Stolicą stanu jest Los Teques.
Stan Miranda zajmuje powierzchnię 7950 km², a w 2011 roku liczył 2 675 165 mieszkańców. Dla porównania, w 1970 było ich 702,6 tys.
Większa część powierzchni górzysta. Na wybrzeżu i w dolnym biegu rzeki Tuy występują niziny. Do uprawianych roślin należy kakaowiec, orzacha podziemna, drzewa cytrusowe, ananasów, bananów oraz kawy. Obecna hodowla bydła i rybołówstwo. Rozwinięty przemysł spożywczy, włókienniczy, maszynowy.
Znajdują się tu Park Narodowy Laguna de Tacarigua oraz części Parku Narodowego Waraira Repano, Parku Narodowego Macarao i Parku Narodowego Guatopo.

## Gminy i ich siedziby
1. Acevedo, Caucagua
2. Andrés Bello, San José de Barlovento
3. Baruta, Nuestra Señora del Rosario de Baruta
4. Brión, Higuerote
5. Buroz, Mamporal
6. Carrizal, Carrizal
7. Chacao, Chacao
8. Cristóbal Rojas,   Charallave
9. El Hatillo, El Hatillo
10. Guaicaipuro, Los Teques
11. Independencia, Santa Teresa
12. Lander, Ocumare del Tuy
13. Los Salias, San Antonio de Los Altos
14. Páez, Río Chico
15. Paz Castillo, Santa Lucía
16. Pedro Gual, Cúpira
17. Plaza, Guarenas
18. Simón Bolívar, San Francisco de Yare
19. Sucre, Petare
20. Urdaneta, Cúa
21. Zamora, Guatire

## Inne większe miejscowości
| - Aragüita - Araira - Capaya - Cartanal - Cumbo - Curiepe - Dos Caminos - El Café - El Cafetal |  | - El Clavo - El Guapo - La Democracia - Laguna de Tacarigua - Las Brisas - Marizapa - Minas de Baruta - Nueva Cúa - Panaquire |  | - Paparo - Paracotos - San Antonio de Yare - San José de Río Chico - San Pedro de los Altos - Tacarigua de Mamporal - Tácata - Tapipa |